# Senatori della Virginia Occidentale
La Virginia Occidentale è entrata a far parte degli Stati Uniti d'America il 20 giugno 1863; come ogni stato elegge due senatori, e quelli della Virginia Occidentale appartengono alle classi 1 e 2. Gli attuali senatori sono i repubblicani Jim Justice e Shelley Moore Capito.

## Elenco

### Classe 1
| N.      | Foto    | Senatore              | Partito | Partito                              | Carica           | Carica           | Congresso | Mandati                                                                   | Elezioni                                                                                             |
| N.      | Foto    | Senatore              | Partito | Partito                              | Inizio           | Termine          | Congresso | Mandati                                                                   | Elezioni                                                                                             |
| ------- | ------- | --------------------- | ------- | ------------------------------------ | ---------------- | ---------------- | --- | ------------------------------------------------------------------------- | --- |
| Vacante | Vacante | Vacante               | Vacante | Vacante                              | 20 giugno 1863   | 4 agosto 1863    | 38 | I primi senatori vennero eletti il 4 agosto 1863.                         | I primi senatori vennero eletti il 4 agosto 1863.                                                    |
| 1       |         | Peter G. Van Winkle   |         | Unconditional Union poi Repubblicano | 4 agosto 1863    | 3 marzo 1869     | 38 · 39 · 40 | 1                                                                         | 1863 Non ricandidatosi                                                                               |
| 2       |         | Arthur I. Boreman     |         | Repubblicano                         | 4 marzo 1869     | 3 marzo 1875     | 41 · 42 · 43 | 1                                                                         | 1868 Non ricandidatosi                                                                               |
| 3       |         | Allen T. Caperton     |         | Democratico                          | 4 marzo 1875     | 26 luglio 1876   | 44 | 1⁄2                                                                       | 1875 Deceduto                                                                                        |
| Vacante | Vacante | Vacante               | Vacante | Vacante                              | 26 luglio 1876   | 26 agosto 1876   | 44 |                                                                           | |
| 4       |         | Samuel Price          |         | Democratico                          | 26 agosto 1876   | 26 gennaio 1877  | 44 | 1⁄2                                                                       | Nominato per continuare il mandato di Caperton Perse l'elezione per terminare il mandato di Caperton |
| Vacante | Vacante | Vacante               | Vacante | Vacante                              | 26 gennaio 1877  | 31 gennaio 1877  | 44 |                                                                           | |
| 5       |         | Frank Hereford        |         | Democratico                          | 31 gennaio 1877  | 3 marzo 1881     | 44 · 45 · 46 | 1⁄2                                                                       | Eletto per terminare il mandato di Caperton                                                          |
| 6       |         | Johnson N. Camden     |         | Democratico                          | 4 marzo 1881     | 3 marzo 1887     | 47 · 48 · 49 | 1                                                                         | 1881                                                                                                 |
| 7       |         | Charles J. Faulkner   |         | Democratico                          | 4 marzo 1887     | 3 marzo 1899     | 50 · 51 · 52 · 53 · 54 · 55 | 2                                                                         | 1887 · 1893 Non ricandidatosi                                                                        |
| 8       |         | Nathan B. Scott       |         | Repubblicano                         | 4 marzo 1899     | 3 marzo 1911     | 56 · 57 · 58 · 59 · 60 · 61 | 2                                                                         | 1899 · 1905 Non ottenne la ricandidatura                                                             |
| 9       |         | William E. Chilton    |         | Democratico                          | 4 marzo 1911     | 3 marzo 1917     | 62 · 63 · 64 | 1                                                                         | 1911 Perse la rielezione                                                                             |
| 10      |         | Howard Sutherland     |         | Repubblicano                         | 4 marzo 1917     | 3 marzo 1923     | 65 · 66 · 67 | 1                                                                         | 1916 Perse la rielezione                                                                             |
| 11      |         | Matthew M. Neely      |         | Democratico                          | 4 marzo 1923     | 3 marzo 1929     | 68 · 69 · 70 | 1                                                                         | 1922 Perse la rielezione                                                                             |
| 12      |         | Henry D. Hatfield     |         | Repubblicano                         | 4 marzo 1929     | 3 gennaio 1935   | 71 · 72 · 73 | 1                                                                         | 1928 Perse la rielezione                                                                             |
| Vacante | Vacante | Vacante               | Vacante | Vacante                              | 3 gennaio 1935   | 19 giugno 1935   | 74 | Il senatore-eletto non era ancora qualificato per poter entrare in carica | Il senatore-eletto non era ancora qualificato per poter entrare in carica                            |
| 13      |         | Rush D. Holt, Sr.     |         | Democratico                          | 19 giugno 1935   | 3 gennaio 1941   | 74 · 75 · 76 | 1                                                                         | 1934 Non ottenne la ricandidatura                                                                    |
| 14      |         | Harley M. Kilgore     |         | Democratico                          | 3 gennaio 1941   | 28 febbraio 1956 | 77 · 78 · 79 · 80 · 81 · 82 · 83 · 84 | 2 1⁄2                                                                     | 1940 · 1946 · 1952 Deceduto                                                                          |
| Vacante | Vacante | Vacante               | Vacante | Vacante                              | 28 febbraio 1956 | 13 marzo 1956    | 84 |                                                                           | |
| 15      |         | William R. Laird, III |         | Democratico                          | 13 marzo 1956    | 6 novembre 1956  | 84 | 1⁄2                                                                       | Nominato per continuare il mandato di Kilgore Dimessosi all'elezione del successore                  |
| 16      |         | W. Chapman Revercomb  |         | Repubblicano                         | 6 novembre 1956  | 3 gennaio 1959   | 84 · 85 | 1⁄2                                                                       | Eletto per terminare il mandato di Kilgore Perse la rielezione                                       |
| 17      |         | Robert Byrd           |         | Democratico                          | 3 gennaio 1959   | 28 giugno 2010   | 86 · 87 · 88 · 89 · 90 · 91 · 92 · 93 · 94 · 95 · 96 · 97 · 98 · 99 · 100 · 101 · 102 · 103 · 104 · 105 · 106 · 107 · 108 · 109 · 110 · 111 | 8 1⁄2                                                                     | 1958 · 1964 · 1970 · 1976 · 1982 · 1988 · 1994 · 2000 · 2006 Deceduto                                |
| Vacante | Vacante | Vacante               | Vacante | Vacante                              | 28 giugno 2010   | 16 luglio 2010   | 111 |                                                                           | |
| 18      |         | Carte Goodwin         |         | Democratico                          | 16 luglio 2010   | 15 novembre 2010 | 111 | 1⁄2                                                                       | Nominato per continuare il mandato di Byrd Dimessosi all'elezione del successore                     |
| 19      |         | Joe Manchin           |         | Democratico poi Indipendente         | 15 novembre 2010 | 3 gennaio 2025   | 111 · 112 · 113 · 114 · 115 · 116 · 117 · 118                                                                                               | 2 1⁄2                                                                     | Eletto per terminare il mandato di Byrd · 2012 · 2018 Non ricandidatosi                              |
| Vacante | Vacante | Vacante               | Vacante | Vacante                              | 3 gennaio 2025   | 14 gennaio 2025  | 119 | Justice entrò in carica al completamento del mandato da Governatore       | Justice entrò in carica al completamento del mandato da Governatore                                  |
| 20      |         | Jim Justice           |         | Repubblicano                         | 14 gennaio 2025  | in carica        | 119 | 1                                                                         | 2024                                                                                                 |

### Classe 2
| N.      | Foto    | Senatore                | Partito | Partito                              | Carica           | Carica           | Congresso                                                                              | Mandati                                                                 | Elezioni                                                                                         |
| N.      | Foto    | Senatore                | Partito | Partito                              | Inizio           | Termine          | Congresso                                                                              | Mandati                                                                 | Elezioni                                                                                         |
| ------- | ------- | ----------------------- | ------- | ------------------------------------ | ---------------- | ---------------- | -------------------------------------------------------------------------------------- | ----------------------------------------------------------------------- | ------------------------------------------------------------------------------------------------ |
| Vacante | Vacante | Vacante                 | Vacante | Vacante                              | 20 giugno 1863   | 4 agosto 1863    | 38                                                                                     | I primi senatori vennero eletti il 4 agosto 1863.                       | I primi senatori vennero eletti il 4 agosto 1863.                                                |
| 1       |         | Waitman T. Willey       |         | Unconditional Union poi Repubblicano | 4 agosto 1863    | 3 marzo 1871     | 38 · 39 · 40 · 41                                                                      | 2                                                                       | 1863 · 1865 Non ricandidatosi                                                                    |
| 2       |         | Henry G. Davis          |         | Democratico                          | 4 marzo 1871     | 3 marzo 1883     | 42 · 43 · 44 · 45 · 46 · 47                                                            | 2                                                                       | 1871 · 1877 Non ricandidatosi                                                                    |
| 3       |         | John E. Kenna           |         | Democratico                          | 4 marzo 1883     | 11 gennaio 1893  | 48 · 49 · 50 · 51 · 52                                                                 | 1 1⁄2                                                                   | 1883 · 1889 Deceduto                                                                             |
| Vacante | Vacante | Vacante                 | Vacante | Vacante                              | 11 gennaio 1893  | 25 gennaio 1893  | 52                                                                                     |                                                                         |                                                                                                  |
| 4       |         | Johnson N. Camden       |         | Democratico                          | 25 gennaio 1893  | 3 marzo 1895     | 52 · 53                                                                                | 1⁄2                                                                     | Eletto per terminare il mandato di Kenna                                                         |
| 5       |         | Stephen B. Elkins       |         | Repubblicano                         | 4 marzo 1895     | 4 gennaio 1911   | 54 · 55 · 56 · 57 · 58 · 59 · 60 · 61                                                  | 2 1⁄2                                                                   | 1895 · 1901 · 1907 Deceduto                                                                      |
| Vacante | Vacante | Vacante                 | Vacante | Vacante                              | 4 gennaio 1911   | 9 gennaio 1911   | 61                                                                                     |                                                                         |                                                                                                  |
| 6       |         | Davis Elkins            |         | Repubblicano                         | 9 gennaio 1911   | 31 gennaio 1911  | 61                                                                                     | 1⁄2                                                                     | Nominato per continuare il mandato del padre Perse l'elezione per terminare il mandato dal padre |
| 7       |         | Clarence W. Watson      |         | Democratico                          | 31 gennaio 1911  | 3 marzo 1913     | 61 · 62                                                                                | 1⁄2                                                                     | Eletto per terminare il mandato di Elkins Perse la rielezione                                    |
| Vacante | Vacante | Vacante                 | Vacante | Vacante                              | 4 marzo 1913     | 1º aprile 1913   | 63                                                                                     |                                                                         |                                                                                                  |
| 8       |         | Nathan Goff Jr.         |         | Repubblicano                         | 1º aprile 1913   | 3 marzo 1919     | 63 · 64 · 65                                                                           | 1                                                                       | 1913 Non ricandidatosi                                                                           |
| 9       |         | Davis Elkins            |         | Repubblicano                         | 4 marzo 1919     | 3 marzo 1925     | 66 · 67 · 68                                                                           | 1                                                                       | 1918 Non ricandidatosi                                                                           |
| 10      |         | Guy D. Goff             |         | Repubblicano                         | 4 marzo 1925     | 3 marzo 1931     | 69 · 70 · 71                                                                           | 1                                                                       | 1924 Non ricandidatosi                                                                           |
| 11      |         | Matthew M. Neely        |         | Democratico                          | 4 marzo 1931     | 12 gennaio 1941  | 72 · 73 · 74 · 75 · 76 · 77                                                            | 1 1⁄2                                                                   | 1930 · 1936 Dimessosi                                                                            |
| 12      |         | Joseph Rosier           |         | Democratico                          | 13 gennaio 1941  | 17 novembre 1942 | 77                                                                                     | 1⁄2                                                                     | Nominato per continuare il mandato di Neely Perse l'elezione per terminare il mandato di Neely   |
| 13      |         | Hugh I. Shott           |         | Repubblicano                         | 18 novembre 1942 | 3 gennaio 1943   | 77                                                                                     | 1⁄2                                                                     | Eletto per terminare il mandato di Neely Non ricandidatosi                                       |
| 14      |         | W. Chapman Revercomb    |         | Repubblicano                         | 3 gennaio 1943   | 3 gennaio 1949   | 78 · 79 · 80                                                                           | 1                                                                       | 1942 Perse la rielezione                                                                         |
| 15      |         | Matthew M. Neely        |         | Democratico                          | 3 gennaio 1949   | 8 gennaio 1958   | 81 · 82 · 83 · 84 · 85                                                                 | 1 1⁄2                                                                   | 1948 · 1954 Deceduto                                                                             |
| Vacante | Vacante | Vacante                 | Vacante | Vacante                              | 8 gennaio 1958   | 25 gennaio 1958  | 85                                                                                     |                                                                         |                                                                                                  |
| 16      |         | John D. Hoblitzell, Jr. |         | Repubblicano                         | 25 gennaio 1958  | 4 novembre 1958  | 85                                                                                     | 1⁄2                                                                     | Nominato per continuare il mandato di Neely Perse l'elezione per terminare il mandato di Neely   |
| 17      |         | Jennings Randolph       |         | Democratico                          | 5 novembre 1958  | 3 gennaio 1985   | 85 · 86 · 87 · 88 · 89 · 90 · 91 · 92 · 93 · 94 · 95 · 96 · 97 · 98                    | 4 1⁄2                                                                   | Eletto per terminare il mandato di Neely · 1960 · 1966 · 1972 · 1978 Non ricandidatosi           |
| Vacante | Vacante | Vacante                 | Vacante | Vacante                              | 3 gennaio 1985   | 15 gennaio 1985  | 99                                                                                     | Rockefeller entrò il carica al completamento del mandato da Governatore | Rockefeller entrò il carica al completamento del mandato da Governatore                          |
| 18      |         | Jay Rockefeller         |         | Democratico                          | 15 gennaio 1985  | 3 gennaio 2015   | 99 · 100 · 101 · 102 · 103 · 104 · 105 · 106 · 107 · 108 · 109 · 110 · 111 · 112 · 113 | 5                                                                       | 1984 · 1990 · 1996 · 2002 · 2008 Non ricandidatosi                                               |
| 19      |         | Shelley M. Capito       |         | Repubblicano                         | 3 gennaio 2015   | in carica        | 114 · 115 · 116 · 117 · 118 · 119                                                      | 2                                                                       | 2014 · 2020                                                                                      |